# Мілтон (Вашингтон)
Мілтон (англ. Milton) — місто (англ. city) в США, в округах Пірс і Кінг штату Вашингтон. Населення — 8697 осіб (2020).

## Географія
Мілтон розташований за координатами 47°15′6″ пн. ш. 122°18′46″ зх. д. / 47.25167° пн. ш. 122.31278° зх. д. (47.251760, -122.312708).  За даними Бюро перепису населення США в 2010 році місто мало площу 6,60 км², з яких 6,50 км² — суходіл та 0,10 км² — водойми. В 2017 році площа становила 7,05 км², з яких 6,94 км² — суходіл та 0,10 км² — водойми.

## Демографія
Згідно з переписом 2010 року, у місті мешкало 6968 осіб у 2901 домогосподарстві у складі 1834 родин. Густота населення становила 1056 осіб/км².  Було 3081 помешкання (467/км²).
Расовий склад населення:
| - 82,9 % — білих - 5,1 % — азіатів - 3,1 % — чорних або афроамериканців - 1,2 % — корінних американців - 0,8 % — вихідців з тихоокеанських островів - 1,7 % — осіб інших рас |

До двох чи більше рас належало 5,2 %. Частка іспаномовних становила 5,4 % від усіх жителів.
За віковим діапазоном населення розподілялося таким чином: 23,4 % — особи молодші 18 років, 64,6 % — особи у віці 18—64 років, 12,0 % — особи у віці 65 років та старші. Медіана віку мешканця становила 36,7 року. На 100 осіб жіночої статі у місті припадало 91,4 чоловіків;  на 100 жінок у віці від 18 років та старших — 89,2 чоловіків також старших 18 років.
Середній дохід на одне домашнє господарство  становив 83 574 долари США (медіана — 66 050), а середній дохід на одну сім'ю — 98 000 доларів (медіана — 77 109). Медіана доходів становила 59 279 доларів для чоловіків та 45 991 долар для жінок. За межею бідності перебувало 6,8 % осіб, у тому числі 11,3 % дітей у віці до 18 років та 1,7 % осіб у віці 65 років та старших.
Цивільне працевлаштоване населення становило 3579 осіб. Основні галузі зайнятості: освіта, охорона здоров'я та соціальна допомога — 16,7 %, виробництво — 14,0 %, роздрібна торгівля — 13,9 %.